# Pajares de Adaja
Pajares de Adaja là một đô thị trong tỉnh Ávila, Castile và León, Tây Ban Nha. Theo điều tra dân số 2004 (INE), đô thị này có dân số là 183.

## Notable people from Pajares de Adaja
- Francisco Méndez Ávaro